# Nice université club (basket-ball)
Pour les articles homonymes, voir Nice université club (homonymie).
Le Nice Université Club (Nice UC) est un club de basket-ball français basé à Nice, aujourd'hui disparu.

## Histoire
Le club a appartenu pendant 1 saison à l'élite du championnat de France (de 1980 à 1981), pour un bilan de 3 victoires, 1 match nul et 22 défaites en 26 matchs.

## Entraîneurs successifs
- Bernard Magnin

## Joueurs marquants du club
- Jean-Claude Bonato
- Charlie Jones